# James A. Black
James Augustus Black (* 1793  bei Abbeville, Abbeville County, South Carolina; † 3. April 1848 in Washington, D.C.) war ein US-amerikanischer Politiker. Zwischen 1843 und 1848 vertrat er den Bundesstaat South Carolina im US-Repräsentantenhaus.

## Werdegang
Das genaue Geburtsdatum von James Black ist unbekannt. Er wuchs auf der Plantage seines Vaters auf und besuchte dort auch die Schule. Während des Britisch-Amerikanischen Krieges von 1812 war er zwischen 1812 und 1815 Leutnant bzw. Oberleutnant einer Infanterieeinheit. Nach dem Krieg arbeitete Black im Eisenerzbergbau in South Carolina. Später zog er nach Savannah in Georgia, wo er mit Baumwolle handelte. Außerdem war er Steuereinnehmer im Chatham County.
Nach seiner Rückkehr nach South Carolina ließ er sich in Columbia nieder, wo er bei einer Filiale der Staatsbank angestellt wurde. Politisch war er Mitglied der  Demokratischen Partei. In den Jahren 1826 bis 1828 und nochmals von 1832 bis 1835 saß er als Abgeordneter im Repräsentantenhaus von South Carolina.
1842 wurde Black im ersten Wahlbezirk von South Carolina in das US-Repräsentantenhaus in Washington gewählt. Dort trat er am 4. März 1843 die Nachfolge von Samuel W. Trotti an. Nach zwei Wiederwahlen konnte er bis zu seinem Tod am 3. April 1848 im  Kongress verbleiben. Zwischen 1845 und 1847 war James Black Vorsitzender des Committee on Militia. Während seiner Zeit im Kongress kam es zum Mexikanisch-Amerikanischen Krieg, der durch die Annexion der Republik Texas ausgelöst wurde.